# باور بي سي
معالجات باور بي سي هي معالجات أنتجت من تحالف كل من شركةIBM وشركة أبل وشركة موتورولا وذلك عام 1991، وهي تعتمد على معمارية RISC.
كان الهدف من تصنيع معالجات باور بي سي هو استخدامها في الحواسيب الشخصية، وأشيع استخدامها لاحقا في الأنظمة المضمنة.
يعمل المعالج بمسار معطيات ذو 64 بتّ، ومسار عنونة ذو 32 بتّ، وله معطيات وذواكر خابية منفصلة، وذلك على الرغم من أن حجْمَ كلِّ منها مختلفٌ في التنجيز implementation.
إن لكافةِ معالجاتِ PowerPC عدة وحدات معالجة للأعداد الصحيحة وللأعداد بالفاصلة العائمة، وتعمل على جهد تغذية 3.3 فولت عدا الطراز 601 الذي يعمل على جهد 3.6 فولت. تتغير سرعة التشغيل وعدد التعليمات المنفذة في دور واحد للميقاتية وفق تنجيز المعالج. فالطراز 601 يعمل على تردد ميقاتية 50 أو 60 ميغاهرتز بحسب الإصدار، وينفذ ثلاث تعليمات في دور ميقاتية واحد. أما الطراز 603 فيعمل على تردد ميقاتية 50 أو 66 أو 75 ميغاهرتز بحسب الإصدار، وينفذ تعليمتين في دور ميقاتية واحد. ويعمل الطراز 604 على تردد ميقاتية 50 أو 75 أو 100 ميغاهرتز بحسب الإصدار، وينفذ أربع تعليمات في دور ميقاتية واحد. ويعمل الطراز 605 على تردد ميقاتية 75 أو 100 أو 125 ميغاهرتز بحسب الإصدار، وينفذ أيضاً أربع تعليمات في دور ميقاتية واحد. إن معالجات PowerPC علامة مسجلة تجارياً لشركة IBM.

## الأنواع
- معالجات PowerPC من IBM و Freescale و Tundra و AMCC و PA Semi و Atmel وغيرها.
- معالج PowerQUICC من Freescale
- معالجات POWER من IBM مثل معالج باور 6 وباور7
- معالجات BlueGene/L للحواسيب فائقة السرعة من IBM
- معالج الخلية من IBM و Sony و Toshiba
- معالج Virtex FPGAs من Xilinx
- معالج V-Dragon CPU من Culturecom
- معالج Kilocore1025 من Rapport باستعمال تقنية Kilocore
- معالجات الاتصالات SeaStar و SeaStar2 في الحواسيب فائقة السرعة Cray XT3

## منصات
- خوادم System i و System p والحاسوب الفائق BlueGene من IBM
- حواسيب PowerMac و iBook و PowerBook من شركة أبل
- منصة العملPegasos/Open Desktop وحاسوب EFIKA المعتمد على PowerPC من شركة Genesi
- سلسلة TiVo 1 DVR
- حاسوب Cell BE والحواسب المعتمدة على PowerPC من شركة Mercury
- منصة GameCube ومنصة الألعاب Wii من نينتندو
- منصة Xbox 360 من مايكروسوفت
- منصة PlayStation 3 من سوني
- منصات تقوية الإشعاع RAD6000 و RAD750 من BAE Systems لاستخدامها في الفضاء.
- لروتورات من Cisco
- طابعات، والسيارات، والطائرات، والتصوير الطبي، ومعدات الاتصالات، والمركبات الفضائية، الخ من طائفة واسعة من الشركات.

## أنظمة التشغيل
- لينكس من مختلف البائعين
- لينكس Yellow Dog من Terra Soft المتخصصة في العتاد المبني على بنية Power
- لينكس MkLinux من شركة أبل بالاعتماد على نواة Mach micro kernel
- نظام NetBSD و OpenBSD و FreeBSD و OpenDarwin
- نظام Mac OS التقليدي و Mac OS X من شركة أبل.
- نظام OS/2 و AIX و i5/OS من شركة أبل IBM
- نظام Solaris من شركة صن مايكروسستم و OpenSolaris
- نظام Windows NTمن شركة مايكروسوفت
- نظام Plan 9 من مختبرات Bell
- نظام BeOS من شركة Be Inc.
- نظام OS-9 من RadiSys
- نظام eCos open source RTOS
- نظام INTEGRITY من Green Hills Software
- نظام VxWorks من Wind River
- نظام QNX
- نظام LynxOS من LynuxWorks
- نظام OSE من ENEA
- نظام MorphOS من MorphOS Team
- نظام AmigaOS 4 من